# Javid Hamzatau
Javid Hamzatau, född den 27 december 1989 i Dagestan, är en vitrysk brottare.
Han tog OS-brons i lätt tungvikt i samband med de olympiska tävlingarna i brottning 2016 i Rio de Janeiro.